# Refine M6
JAC Refine M6 — минивэн, выпускаемый с 2017 года китайским автопроизводителем JAC Motors. Дебютировал в 2013 году на Шанхайском автосалоне в качестве предсерийной модели.

## Описание
Впервые Refine M6 был представлен в 2013 году на Шанхайском автосалоне, однако производство началось лишь через 4 года (в 2017 году). К тому времени M6 прошёл рестайлинг. Несмотря на то, что у Refine M6 размеры меньше, чем у Refine M4, Refine M6 является самым премиальным минивэном Refine, расположенным выше Refine M3, Refine M4 и Refine M5, что делает M6 флагманом серии Refine. Согласно официальному сайту, цены на Refine M4 варьируются от 239500 до 349500 юаней, что ставит Refine M6 выше Refine M5.
Refine M6 оснащён 2,0-литровым турбодвигателем мощностью 190 л. с. в паре с шестиступенчатой трансмиссией с двумя сцеплениями. Расход топлива составляет 10,4 л/100 км.
Конкурентом является Toyota Alphard.

## Refine M6 MAX/ L6 MAX
Refine M6 MAX, представленный в 2017 году, является рестайлинговым вариантом Refine M6. Обновлённый вариант был представлен в 2020 году на Пекинском автосалоне. Автомобиль оснащён 2,0-литровым турбодвигателем мощностью 135 кВт (184 л. с.) и крутящим моментом 290 Н·м в паре с шестиступенчатой трансмиссией с двумя сцеплениями. Refine L6 MAX, представленный в ноябре 2020 года в Гуанчжоу, имеет логотип Refine.